# 538 км (Таштагольський район)
538 км (рос. 538 км) — селище у складі Таштагольського району Кемеровської області, Росія. Входить до складу Каларського сільського поселення.

## Населення
Населення — 8 осіб (2010; 6 у 2002).
Національний склад (станом на 2002 рік):
- росіяни — 100 %